# David Gregory (Mathematiker)

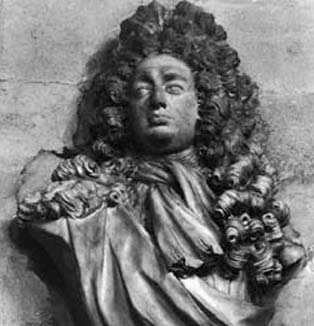
Büste von David Gregory

David Gregory (* 3. Juni 1659 in Aberdeen, Schottland; † 10. Oktober 1708 in Maidenhead, Berkshire, England) war Professor für Mathematik an der Universität Edinburgh und Professor für Astronomie an der Universität Oxford. Er war ein Kommentator zu den Philosophiae Naturalis Principia Mathematica von Isaac Newton.

## Leben
David Gregory war ein Neffe des Astronomen und Mathematikers James Gregory und das vierte von 15 Kindern eines Arztes, der Gutsherr in Kinnairdy war.
David Gregory ging wahrscheinlich in Aberdeen auf die Schule und begann 1671 ein Studium am Marischal College der Universität Aberdeen und studierte bis 1675. Allerdings gibt es keine Belege für einen Studienabschluss. Ebenfalls im Jahr 1675 starb sein Onkel James Gregory, und David Gregory begann dessen mathematischen Nachlass, den sein Vater geerbt hatte, zu studieren. 1679 verließ er Schottland und besuchte verschiedene Länder auf dem Kontinent. Er studierte in Leiden Medizin und die mathematischen Werke von Johann Hudde, Pierre de Fermat und René Descartes.
1681 kehrte er nach Großbritannien zurück und besuchte die Royal Society in London, wo er unter anderem das Spiegelteleskop von Isaac Newton und die Luftpumpe von Robert Boyle sah. Danach studierte er wieder auf dem Heimatgut in Schottland und wurde 1683 zum Professor für Mathematik an der Universität Edinburgh berufen, demselben Lehrstuhl den auch sein Onkel innehatte.
Er lehrte in Edinburgh Geometrie, Optik, Mechanik und Hydrostatik und war einer der ersten Hochschullehrer, die die Lehren Newtons in Vorlesungen verbreiteten. Er trat in Briefwechsel mit Newton, dem er eine Arbeit über unendliche Reihen sandte (und ihn dabei ausgiebig lobte) und der ihm 1687 ein Exemplar der Principia zuschickte. Wahrscheinlich das Exemplar in der Lomonossow-Universität, das mit vielen Anmerkungen versehen ist und 1718 nach Moskau aus der Bibliothek des mit Gregory befreundeten Archibald Pitcairne kam.
Im Jahr 1690 verließ er Schottland in Zeiten von politischen und religiösen Unruhen (er gehörte der zur Anglikanischen Kirche gehörenden Schottischen Episkopalkirche an und in Schottland war zu dieser Zeit die Presbyterianer zur offiziellen Kirche Schottlands erklärt worden) und zog nach England, wo er 1691 zum Savilian Professor für Astronomie an der Universität Oxford berufen wurde. Dies hatte er großteils dem Einfluss von Isaac Newton zu verdanken. Der Royal Astronomer John Flamsteed, der sich ebenfalls Hoffnungen gemacht hatte, ging leer aus. Flamsteed war mit Newton zerstritten, hinzu kam, dass er als nicht sehr religiös galt, was allerdings auch auf Gregory zutraf. Im selben Jahr wurde Gregory zum Fellow of the Royal Society berufen.
1695 heiratete er. Wiederum auf Vermittlung von Newton wurde er 1699 Mathematiklehrer des jungen Herzogs von Gloucester (wieder in Konkurrenz zu Flamsteed), der Sohn späteren Queen Anne, der aber schon ein Jahr später starb. 1704 zog er nach London. Ebenfalls auf Vermittlung von Newton wurde er nach der Personalunion von England und Schottland 1707 Leiter der schottischen Münze (eine Position die Newton in London innehatte) und sorgte für die Einführung englischer Währung in Schottland. Er berechnete auch die genaue Summe der Kompensation, die das schottische Parlament aus Ausgleich (Equivalent) für die Übernahme eines Teils der Gesamt-Staatsschulden Großbritanniens erhielt. Zuletzt war er von Krankheiten geplagt und starb auf der Rückreise von einer Kur in Bath auf dem Weg nach London.
Er baute ein achromatisches Teleskop und befasste sich mit Mathematikpädagogik, wo er für die Lehre in englischer Sprache plädierte und praktische Anwendungen. In einem 1697 publizierten Aufsatz leitete Gregory mit Hilfe des Newtonschen Fluxionkalküls die Gleichung der Kettenlinie ab und stellte im Anschluss an Robert Hooke fest, dass die umgekehrte Kettenlinie die wahre Form eines Gewölbes sei: Damit hatte er erstmals die Achse eines Stützliniengewölbes unter Eigengewicht bestimmt. Gregory veröffentlichte 1702 eine populärwissenschaftliche Darstellung von Newtons astronomischen Theorien und unterstützte Newton im Streit mit Gottfried Wilhelm Leibniz.
1703 gab er in Oxford eine vollständige Ausgabe der Werke von Euklid heraus (Griechisch/Lateinisch). Dabei baute er auf den Vorarbeiten seines Vorgängers als Savilian Professor Edward Bernard (1638–1696) auf, der geplant hatte, eine Gesamtausgabe klassischer antiker Mathematiker herauszubringen, und von Henry Savile. Diese Oxforder Euklid Ausgabe galt als eine der besten Ausgaben vor Johan Ludvig Heiberg im 19. Jahrhundert. Er wurde dabei durch den Bibliothekar der Bodleian Library John Hudson (1662–1719) unterstützt. Der griechische Text beruhte aber größtenteils auf der Basler Ausgabe von 1533.

## Familie
Insgesamt heiratete Gregory zweimal. Er soll insgesamt 29 Kinder gezeugt haben. Sein Erstgeborener, David Gregory, wurde der erste Regius Professor of History an der University of Oxford. Seine Söhne James (1666–1742) und Charles (1681–1754) lehrten an den Universitäten von Edinburgh und St. Andrews.

## Schriften

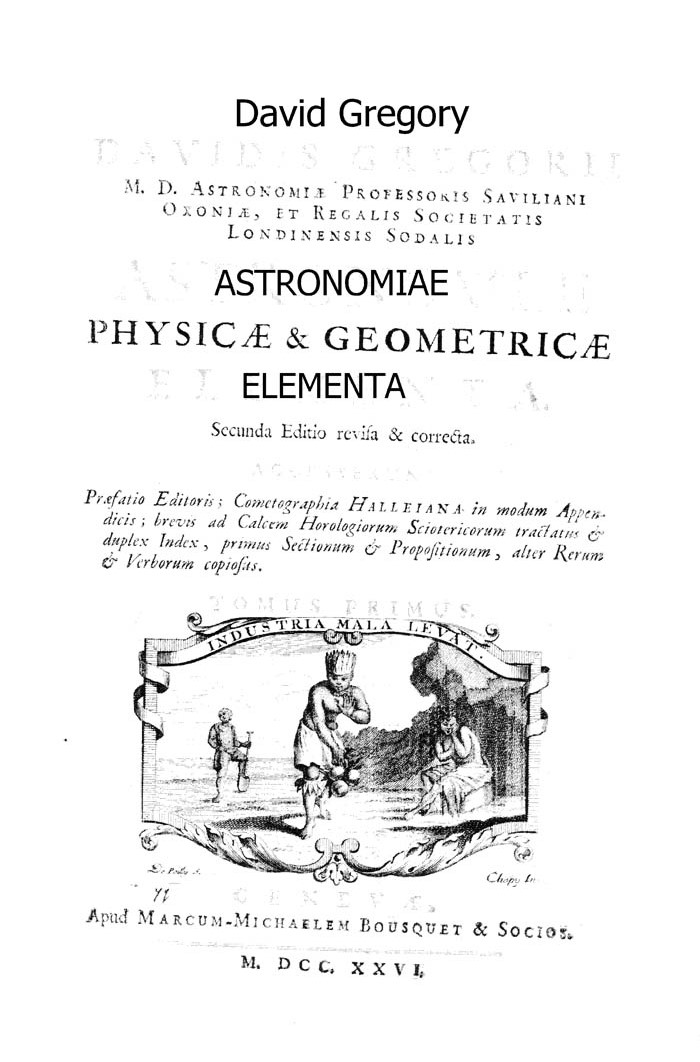
Astronomiae physicae et geometricae elementa, 1726

- Exercitatio geometria de dimensione curvarum, 1684
- Catoptricae et dioptricae sphericae elementa, 1695
- Astronomiae physicae et geometricae elementa. 1702.

Seine Geometrie-Vorlesungen in Edinburgh flossen in den Treatise of practical geometry von Colin MacLaurin 1745 ein.